# Phlox walteri
Phlox walteri là một loài thực vật có hoa trong họ Polemoniaceae. Loài này được (A. Gray) Chapm. miêu tả khoa học đầu tiên năm 1860.